# 브록스번구

브록스번구의 위치

브록스번구(영어: Borough of Broxbourne)는 잉글랜드 하트퍼드셔주에 위치한 비도시 자치구로 중심 도시는 체션트이며 인구는 95,748명(2014년 기준), 면적은 51.43km2이다.